# 萨尔特河畔苏维涅
萨尔特河畔苏维涅（法語：Souvigné-sur-Sarthe，法語發音：[suviɲe syʁ saʁt]）是法国萨尔特省的一个市镇，属于拉弗莱什区。

## 地理
萨尔特河畔苏维涅（47°49'36"N, 0°23'19"W）面积17.06 平方千米，位于法国卢瓦尔河地区大区萨尔特省，该省份为法国西北部内陆省份，北起顺时针与奥恩省、厄尔-卢瓦省、卢瓦-谢尔省、安德尔-卢瓦尔省、曼恩-卢瓦尔省和马耶讷省接壤，是法国大西部的入口，连接卢瓦尔河谷、布列塔尼和巴黎盆地。
与萨尔特河畔苏维涅接壤的市镇（或旧市镇、城区）包括：圣布里斯、布埃尔、圣但尼当茹、薩爾特河畔薩布萊。

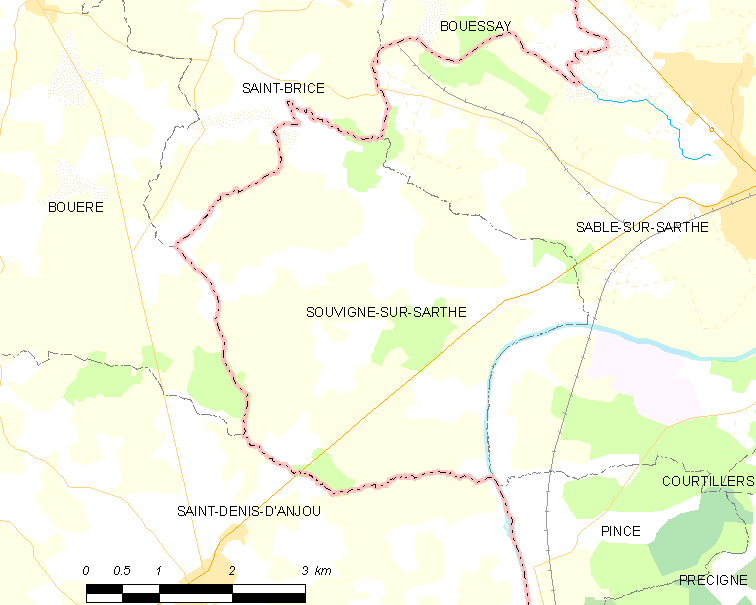
萨尔特河畔苏维涅的OSM定位图

萨尔特河畔苏维涅的时区为UTC+01:00、UTC+02:00（夏令时）。

## 行政
萨尔特河畔苏维涅的邮政编码为72300，INSEE市镇编码为72343。

## 政治
萨尔特河畔苏维涅所属的省级选区为萨尔特河畔萨布莱县。

## 人口

1962-2008年间萨尔特河畔苏维涅人口变化图示

萨尔特河畔苏维涅于2022年1月1日时的人口数量为606人。